# Battery Park Control House
El Battery Park Control House  es un edificio histórico ubicado en Nueva York, Nueva York. El Battery Park Control House se encuentra inscrito  en el Registro Nacional de Lugares Históricos desde el 6 de mayo de 1980.  

## Ubicación
El Battery Park Control House se encuentra dentro del condado de Nueva York en las coordenadas 40°42′14″N 74°00′54″O / 40.703889, -74.015.